# Wodopójki

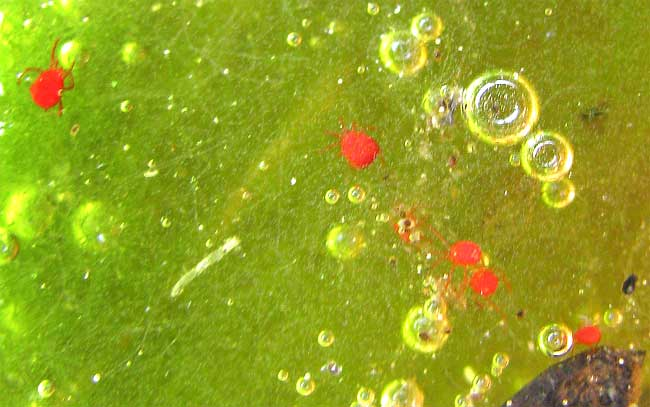
Wodopójki wśród nitkowatych glonów

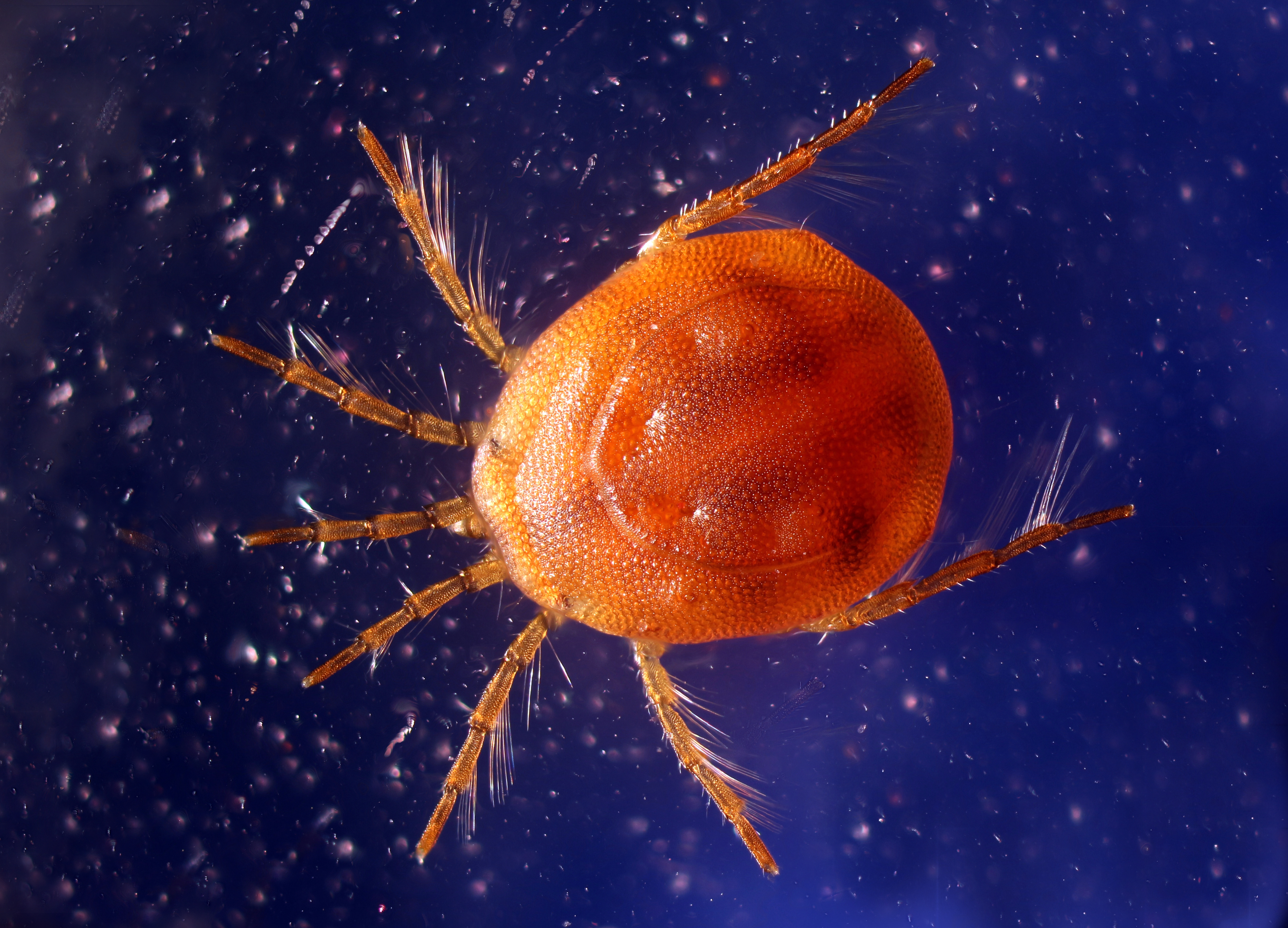
Wodopójka o długości około 1,1 mm obserwowana pod mikroskopem optycznym

Wodopójki – zwyczajowa nazwa roztoczy (Acari) zamieszkujących środowiska wodne. Podobnie jak powszechnie stosowana w hydrobiologii ich nazwa łacińska Hydracarina (z łaciny wodne roztocze) nie jest to nazwa taksonu, a nazwa grupy organizmów wydzielanej na podstawie kryteriów ekologicznych. 

## Opis
Przedstawiciele 5 grup roztoczy: Hydrachnellae, Halacaridae, Oribatida, Acaridida i Mesostigmata niezależnie zasiedlili środowiska słodkowodne, zwłaszcza przybrzeżną strefę płytkich zbiorników wodnych. Na świecie około 5000 gatunków roztoczy, przedstawicieli około 300 rodzajów i podrodzajów w obrębie około 100 rodzin i podrodzin zaliczanych jest tradycyjnie do wodopójek. W Polsce występuje ponad 400 gatunków z 27 rodzin, większość to przedstawiciele rzędu Prostigmata – pospolite i liczne. 
Larwy wodopójek, opatrzone najczęściej 3 parami odnóży to z reguły pasożyty wodnych owadów. Dorosłe wodopójki to z reguły zwierzęta o ciele kilkumilimetrowej długości, jaskrawo ubarwione (czerwone, zielone), zaopatrzone w 4 pary odnóży, aktywnie pływające i drapieżne – polują zwłaszcza na zooplankton oraz jaja i małe larwy owadów. Oddychają tlenem rozpuszczonym w wodzie, który przenika przez powłoki ciała.

## Piśmiennictwo
- Andrzej Kołodziejczyk, Paweł Koperski: Bezkręgowce słodkowodne Polski. Klucz do oznaczania oraz podstawy biologii i ekologii makrofauny. Warszawa: Wydawnictwa Uniwersytetu Warszawskiego, 2000. ISBN 83-235-0192-0. Brak numerów stron w książce

- Andrzejewski R, Weigle A. (Red): Różnorodność biologiczna Polski. Warszawa: Narodowa Fundacja Ochrony Środowiska, 2003. ISBN 83-85908-75-7. Brak numerów stron w książce